# Željko Lučić
 Željko Lučić (né le 24 février 1968) est un baryton serbe. Il a été membre du Théâtre national serbe de Novi Sad (1993-1998) et de l'Opéra de Francfort (1998-2008) avant d'entamer une carrière internationale abordant de nombreux rôles du répertoire d'opéra du XXe siècle, notamment Verdi et Puccini.

## Biographie
Il commence à étudier le chant en 1991. Il obtient en 1997 le Premier Prix du Concours Francesco Viñas de Barcelone et entre comme baryton soliste dans la troupe de l'Opéra de Francfort où il interprète de multiples rôles de premier plan, parmi lesquels Silvio de Pagliacci, Lescaut de Manon Lescaut, le Comte de Luna du Trouvère, Germont de La Traviata, Ford et le rôle-titre de Falstaff, Belcore de L’Élixir d’amour, Marcello de La Bohème, Carlo Gérard d’Andrea Chénier, le Comte de Toulouse de Jérusalem, le Comte de Nevers des Huguenots, Eletski de La Dame de pique, Michele de Il Tabarro, les rôles-titres d’Eugène Onéguine, Simon Boccanegra et Gianni Schicchi. Il commence alors une carrière internationale qui l'amène sur les plus grandes scènes d'Opéra, notamment le Métropolitan Opera où il fait ses débuts en 2006 en en Barnaba dans La Gioconda et où il est régulièrement invité notamment en Germont dans la Traviata, Iago dans Otello, Jack Rance de La Fanciulla del West et surtout en Rigoletto l'un de ses rôles-phares, Macbeth, en Scarpia dans Tosca. Il est également régulièrement présent au Royal Opera House de Londres où il aborde également le rôle de Carlo Gerard dans Andrea Chenier en 2015 et reprend celui de Macbeth aux côtés d'Anna Netrebko, à l'Opéra de Paris où il est Rigoletto lors de la création puis des reprises de la mise en scène de Claus Guth de 2017 à 2021 et Scarpia lors d'une des reprises de la mise en scène de Pierre Audi, au Staatsoper de Vienne, au Semperoper de Dresde, au Deutsche Oper de Berlin, au Teatro Real de Madrid, à la  Scala de Milan, au Festival de Salzbourg.